# Hauptstraße 97 (Bergheim)
Das Haus in der Hauptstraße 97 in Bergheim wurde 1769 errichtet. In der ersten Hälfte des 20. Jahrhunderts wurde das Gebäude als Büro und Wohnung für Bürgermeister bzw. Landrat von der Bürgermeisterei Paffendorf und später Bergheim genutzt, weshalb das Gebäude auch unter dem Namen Landrats- und Bürgermeisterhaus bekannt ist.

## Baugeschichte und Architektur
Das Haus Nr. 97 ist ein zweigeschossiger Putzbau von sechs Achsen mit Mansarddach. Über dem ersten Stockwerk ist in Ankersplinten das Jahr 1769 als das Erbauungsjahr angegeben. Das Gebäude besitzt eine reich verzierte Oberlichttür mit dem Frentzschen Wappen im Scheitel. Die Fensterrahmen bestehen aus Andesit mit Muschelwerkkartuschen im Scheitel der Flachbögen. Das Haus könnte dem Baustil nach von dem Aachener Baumeister Jakob Couven (1735–1812) stammen, der zu dieser Zeit auch an der Burg Zieverich arbeitete und Sohn und Nachfolger des berühmten Barockbaumeisters Johann Josef Couven war.

## Nutzung
1799 wohnte in diesem Haus der Gutsbesitzer Johann Heinrich Gottfried Frentz, dessen ursprünglich adlige Familie von einer Burg in Frenz an der Inde stammte. Johann Heinrich Gottfried Frentz ist auf Haus Angelsdorf geboren, hielt sich aber, wenigstens zeitweise, seit 1768 in Bergheim auf, wenngleich er überwiegend bis 1779 auf Haus Angelsdorf lebte. Er dürfte daher auch das Haus Nr. 97 in Bergheim erbaut haben.
Johann Heinrich Gottfried hatte Adelheid Kannengiesser geheiratet, die Tochter des Bürgermeisters von Düren, deren Ihr Sohn Franz Anton das Haus nach dem Tod des Vaters übernahm. Er war von 1819 bis 1837 Bürgermeister von Bergheim. An wen das Haus nach seinem Tod 1837 überging, ist bislang unbekannt.
Das Haus wurde 1909 zunächst von der Bürgermeisterei Paffendorf für eine Jahresmiete von 450 Mark angemietet und im Jahr 1916 von der Erbengemeinschaft Ferdinand Daniels für 27.500 Mark angekauft. Im Untergeschoss richtete man das Büro der Bürgermeistereiverwaltungen von Paffendorf und Bergheim ein. Das Obergeschoss diente als Wohnung für Bürgermeister Alfred Kirch. Später ging das Haus in den Besitz des Kreises über und wurde als Wohnung des Bergheimer Landrates genutzt. Nach dem Zweiten Weltkrieg hatte hier das Institut für Psychohygiene sein Domizil. 2006 kaufte ein Bergheimer Unternehmer das Gebäude, das seitdem als Wohn- und Geschäftshaus dient.